# Dansweiler
Dansweiler ist ein Ort in der Stadt Pulheim im Rhein-Erft-Kreis.

## Lage
Dansweiler grenzt im Osten an Brauweiler. Beide Orte bilden baulich eine Einheit. Im Süden grenzt Dansweiler an Königsdorf und im Norden die Ortschaft Glessen.

## Geschichte
Dansweiler wurde erstmals im Jahre 1028 in einer Güterliste des lothringischen Pfalzgrafen Ezzo erwähnt. Ähnlich wie bei Brauweiler befindet sich im Ortsnamen die Endung weiler, die sich von dem lateinischen villare ableiten könnte.
Im Mittelalter hatten sowohl die Abtei Brauweiler als auch das Kölner Kloster St. Gertrud bedeutenden Grundbesitz in Dansweiler. Politisch gehörte Dansweiler zum Amt Königsdorf im Kurfürstentum Köln. 1794 besetzten französische Truppen den Ort. Dansweiler kam an die Mairie Freimersdorf im Kanton Weiden, der zum Arrondissement de Cologne im Département de la Roer gehörte. 1815 kam Dansweiler an das Königreich Preußen und gehörte dort zur Gemeinde bzw. Bürgermeisterei Freimersdorf im Landkreis Köln. Seit dem 1. Januar 1975 ist der Ort ein Teil der Stadt Pulheim.

## Verkehr
| Linie | Linienverlauf |
| ----- | --- |
| 961   | Weiden West – Brauweiler – Abtei Brauweiler – Dansweiler – Glessen – Oberaußem – Niederaußem – Quadrath-Ichendorf – Kenten – Bergheim Bf (– Bergheim Kreishaus) |
| 962   | Bocklemünd (Stadtbahn) – Widdersdorf – Brauweiler – Abtei Brauweiler – Glessen – Dansweiler – Königsdorf Bf                                                     |

Dansweiler wird zurzeit von den durch die REVG betriebenen Buslinien 961 (Köln-Weiden nach Bergheim) und 962 (Köln-Bocklemünd nach Frechen-Königsdorf) bedient.

## Bauwerke
- Katholische Pfarrkirche St. Maria des Friedens, 1952/53 vom Diözesanbaumeister Wilhelm Schlombs erbaut
- Ehemaliges Grabkreuz an der katholischen Pfarrkirche aus dem Jahr 1782
- Marienhof, erbaut 1806.
- Gedenkkreuz im Villewald. Erinnert an die 27-jährige Dansweilerin Gertrud Damen, die in einer Grube von nachrutschendem Sand getötet wurde.
- Ehemaliger Grabstein im Villewald. Erinnert an den hier von einem Wilderer erschlagenen Förster Ferdinand Sonnenschein.[3]

## Persönlichkeiten
- Franz Pauli (1927–1970), deutscher Glasmaler